# Lann Tivizio
El grupo de baile Lann Tivizio surge en 2001, gracias a la pasión de un grupo de personas por la cultura bretona. La agrupación trabaja para salvaguardar y promover el patrimonio cultural de la comunidad y de las comunidades cercanas.
El grupo está afiliado a la Federación Kendalc'h (federación bretona de danza tradicional), y participó en numerosas representaciones en el concurso Emvod del departamento de Finisterre. Para esta ocasión, que tradicionalmente se celebra a principios del mes de mayo, el grupo Lann Tivizio presenta sus nuevos trabajos del año. La buena calidad del grupo de baile y su presencia escénica, le permite participar actualmente en segunda categoría. Desde 2004, el grupo actúa regularmente junto con la Bagad Landi, siendo cada vez más su relación más estrecha.
Su participación en Avilés es la primera que hacen fuera de Bretaña.